# HMS C3IS Jaśmin
HMS C3IS Jaśmin – polski stacjonarny wielodomenowy, zautomatyzowany system zarządzania polem walki, na poziomie operacyjno – taktycznym. Może być stosowany na stanowiskach dowodzenia korpusu, dywizji, brygady, pułku i batalionu. Opracowany i produkowany przez Teldat.

## Charakterystyka
System wdrożony do stosowania w Siłach Zbrojnych RP. Jest  przystosowany do używania też w pododdziałach na niższych szczeblach dowodzenia, oraz w wozach bojowych i dowodzenia z wykorzystaniem środków łączności radiowej. Współpracuje z pozostałymi systemami C3IS Jaśmin np.. 
- BMS C3IS Jaśmin (Zautomatyzowany System Zarządzania Walką Batalionu, Kompanii, Plutonu i Drużyny),
- DSS C3IS Jaśmin (Zautomatyzowany System Zarządzania Walką Żołnierza),
- JFSS C3IS Jaśmin (Zautomatyzowany System Wymiany Danych dla Połączonego Wsparcia Ogniowego, w tym Taktycznych Zespołów Kontroli Obszaru Powietrznego)
- CID C3IS Jaśmin (Serwer Identyfikacji Bojowej)[3][2].

Umożliwia m.in. tworzenie połączonego obrazu sytuacji operacyjnej, oraz szybką wymianę informacji w sposób automatyczny i zagwarantowany przez ustandaryzowane w NATO protokoły komunikacji. System charakteryzuje się dużą ilością funkcji, z których najważniejsze to:
- zoptymalizowanie procesu dowodzenia, działania i współdziałania, oraz świadomości sytuacyjnej i bezpieczeństwa wojsk poprzez zautomatyzowane i natychmiastowe dystrybuowanie danych o zagrożeniach, oraz bieżącym położeniu sił własnych, sojuszniczych i przeciwnika, i wyświetlanie tych informacji na cyfrowych mapach,
- bieżące zobrazowanie sytuacji, oraz śledzenie wojsk własnych i sprzymierzonych zgodnie z założeniami BFT – Blue Force Tracking),
- stwarzanie warunków do zdobycia przewagi informacyjnej i wyeliminowanie opóźnień w przekazywaniu danych o położeniu oddziałów, pododdziałów, żołnierzy oraz będących na ich wyposażeniu obiektów mobilnych, np. wozów dowodzenia i bojowych,
- przetwarzanie informacji o wysokich klauzulach niejawności, w strukturach teleinformatycznych stacjonarnych, oraz mobilnych stanowiskach i punktach dowodzenia, w tym w wozach dowodzenia i bojowych,
- tworzenie, przesyłanie i kontrolowanie dokumentów dowodzenia,
- archiwizacja danych, w tym warstw graficznych i komunikatów głosowych[3].

System jest gotowy do współpracy z domenami operacyjnymi:
- morską,
- lądową,
- powietrzną,
- cyberprzestrzeni,
- kosmiczną,

Oprogramowanie, otrzymało rekomendacje i certyfikaty interoperacyjności NATO, referencje eksploatacyjne AON, jest wpisane na sojuszniczą listę zaufanych produktów AFPL (Approved Fielded Product List),  przeszło testy z systemem referencyjnym NATO – MTRS (MIP Test Reference System).

„HMS C3IS Jaśmin to jeden z najlepszych, jeśli nie najlepszy tego typu system w Europie, a może nawet i na świecie”

System został zamontowany w testowanym obecnie prototypie kołowego transportera opancerzonego Heron, jako wozie dowódczo – sztabowym planowanym do zastosowania w dywizjonach wyrzutni rakiet Homar-K.